# Macrozamia concinna
Macrozamia concinna D.L.Jones, 1998 è una pianta appartenente alla famiglia delle Zamiaceae, endemica dell'Australia.

## Descrizione
È una cicade con fusto acaule, con diametro di 8-15 cm.
Le foglie, pennate, lunghe 50-90 cm, sono disposte a corona all'apice del fusto e sono rette da un picciolo lungo 9-24 cm; ogni foglia è composta da 80-120 paia di foglioline lanceolate, con margine intero o leggermente incurvato, lunghe mediamente 14-21 cm, di colore verde scuro.
È una specie dioica con esemplari maschili che presentano coni terminali di forma fusoidale, lunghi 14-22 cm e larghi 4-4,5 cm ed esemplari femminili con coni di forma ovoidale lunghi 13-15 cm, e larghi 7-8 cm.
I semi sono ovoidali, lunghi 21-26 mm, ricoperti da un tegumento di colore rosso.

## Riproduzione
Si riproduce per impollinazione entomofila.

## Distribuzione e habitat
È diffusa nel Nuovo Galles del Sud, in Australia. Vive sui pendii di foreste secche dalla Hunter Valley settentrionale fino alle colline attorno alle Liverpool Plains.

## Conservazione
La IUCN Red List classifica M. concinna come specie a rischio minimo (Least Concern).

La specie è inserita nella Appendice II della Convention on International Trade of Endangered Species (CITES).